# 庫察約基河
66°42′47″N 29°58′43″E / 66.713055565556°N 29.978611121111°E
庫察約基河是俄羅斯的河流，位於科拉半島南部，由摩爾曼斯克州負責管轄，河道全長44公里，流域面積1,350平方公里，最終與通察約基河匯流成為圖姆恰河。